# 马六甲海峡清真寺

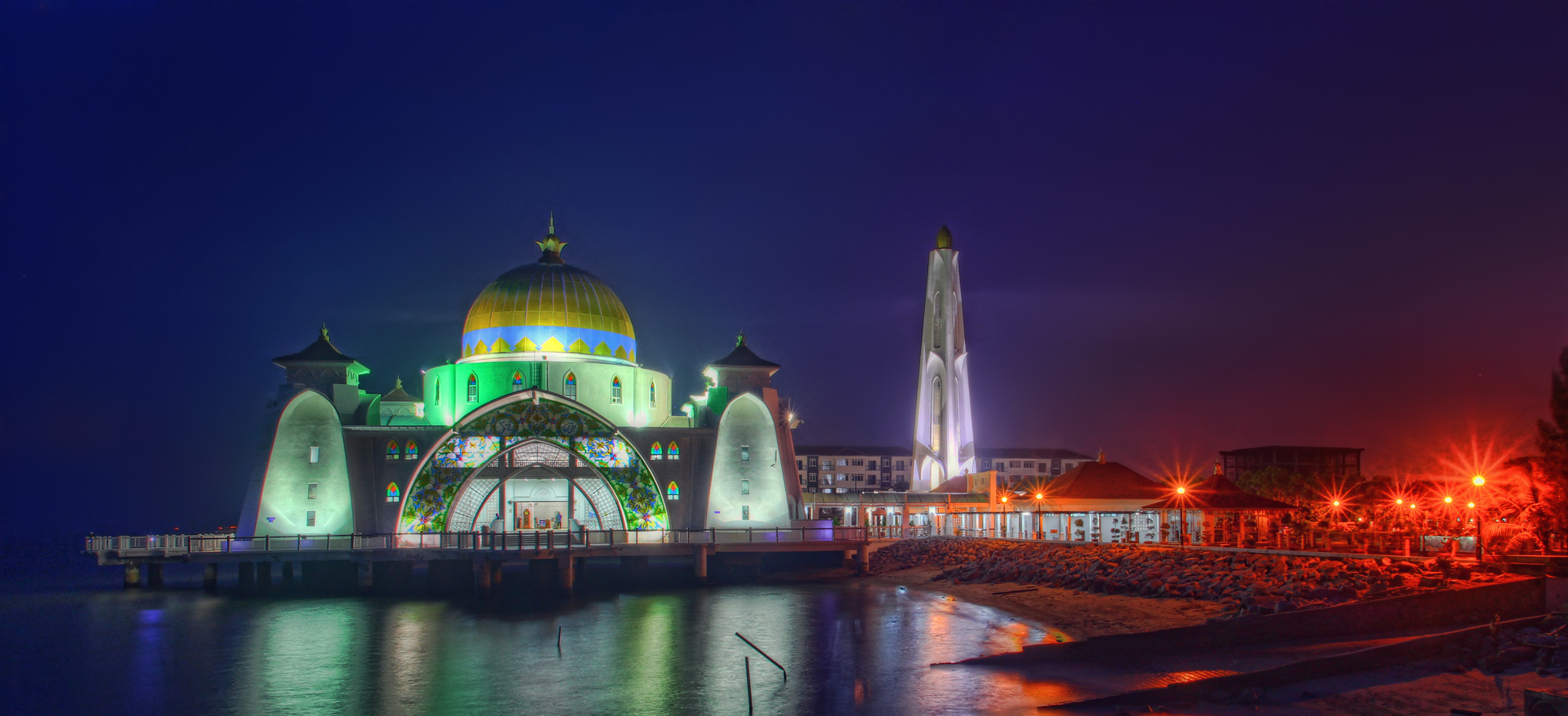
马六甲海峡清真寺

马六甲海峡清真寺是马来西亚马六甲的一座清真寺，位于人工修筑的马六甲岛上。如果水位生高，它将会看起来像一个浮动的建筑。清真寺的建筑成本约1000万令吉。。2006年11月24日由马来西亚最高元首端姑賽西拉祖丁主持开幕式。 